# Alexander Hendrickx
Pour les articles homonymes, voir Hendrickx.
Alexander Hendrickx est un joueur belge de hockey sur gazon né le 6 août 1993. Aux Jeux olympiques d'été de 2016, à Rio de Janeiro, il est réserviste de l'équipe de Belgique qui remporte la médaille d'argent du tournoi masculin. Au tournoi masculin, il obtient avec son équipe la médaille d’or et est élu meilleur buteur de la compétition. Il évolue à ce jour au Pinoké.

## Palmarès
- Vainqueur de la Carlsberg Hockey League 2024-2025
- Troisième à la Ligue professionnelle de hockey sur gazon 2022-2023
- Deuxième à la Coupe du monde de hockey sur gazon 2023
- Deuxième à la Ligue professionnelle de hockey sur gazon 2021-2022
- Vainqueur de la medaille d’or aux jeux olympiques de Tokyo 2020
- Vainqueur de la Ligue professionnelle de hockey sur gazon 2020-2021
- Vainqueur du Championnat d'Europe de hockey sur gazon 2019
- Vainqueur de la Coupe du monde de hockey sur gazon 2018
- Deuxième aux jeux olympiques de Rio 2016